# Llista de topònims de Moià
Llista de topònims (noms propis de lloc) del municipi de Moià, al Moianès
Informació actualitzada per un bot. Els canvis manuals es perdran quan s'actualitzi!

## antic assentament
| imatge | Nom       | Ubicat a | instància de      | Detalls | coordenades                                                   | Protecció | Commons (més fotos) | Dades a WD                    |
| ------ | --------- | -------- | ----------------- | ------- | ------------------------------------------------------------- | --------- | ------------------- | ----------------------------- |
|        | Ferrerons | Moià     | antic assentament |         | 41° 49′ 44″ N, 2° 07′ 39″ E / 41.829022°N,2.127569°E 918 msnm |           | Ferrerons           | Modifica les dades a Wikidata |
|        | Rodors    | Moià     | antic assentament |         | 41° 50′ 28″ N, 2° 04′ 57″ E / 41.84117222°N,2.08252222°E      |           |                     | Modifica les dades a Wikidata |

## carrer
| imatge | Nom                  | Ubicat a | instància de | Detalls                                                                      | coordenades                                                                                                  | Protecció                                  | Commons (més fotos)         | Dades a WD                    |
| ------ | -------------------- | -------- | ------------ | ---------------------------------------------------------------------------- | --- | ------------------------------------------ | --------------------------- | ----------------------------- |
|        | Carrer Sant Sebastià | Moià     | carrer       | 16th century                                                                 | 41° 48′ 47″ N, 2° 05′ 48″ E / 41.813102°N,2.096801°E ca:Casc Urbà - de la Pl. Sant Sebastià al c. Sant Josep | bé integrant del patrimoni cultural català | Carrer Sant Sebastià (Moià) | Modifica les dades a Wikidata |
|        | carrer de les Joies  | Moià     | carrer       | Estil: arquitectura gòtica arquitectura del Renaixement arquitectura popular | 41° 48′ 45″ N, 2° 05′ 50″ E / 41.8125°N,2.09711°E ca:Joies                                                   | bé integrant del patrimoni cultural català | Carrer de les Joies (Moià)  | Modifica les dades a Wikidata |

## casa
| imatge | Nom                            | Ubicat a | instància de | Detalls                                                                                   | coordenades | Protecció                                  | Commons (més fotos)                   | Dades a WD                    |
| ------ | ------------------------------ | -------- | ------------ | ----------------------------------------------------------------------------------------- | --- | ------------------------------------------ | ------------------------------------- | ----------------------------- |
|        | Ca l'Andreu                    | Moià     | casa         | Estil: arquitectura del Renaixement arquitectura popular 16th century                     | 41° 48′ 42″ N, 2° 05′ 48″ E / 41.811705°N,2.096712°E ca:Comerç, 9-11                                                                  | bé cultural d'interès local                | Ca l'Andreu (Moià)                    | Modifica les dades a Wikidata |
|        | Ca l'Anfruns                   | Moià     | casa         |                                                                                           | | bé cultural d'interès local                |                                       | Modifica les dades a Wikidata |
|        | Ca l'Escabellat                | Moià     | casa         | Estil: arquitectura eclèctica                                                             | 41° 48′ 41″ N, 2° 05′ 52″ E / 41.8113°N,2.09787°E ca:Casc Urbà - c. de Palau, núm. 33                                                 | bé cultural d'interès local                | Ca l'Escabellat (Moià)                | Modifica les dades a Wikidata |
|        | Cafè-bar Sant Graal            | Moià     | casa         | Estil: arquitectura popular noucentisme arquitectura eclèctica                            | 41° 48′ 44″ N, 2° 05′ 49″ E / 41.81227°N,2.09686°E                                                                                    | bé integrant del patrimoni cultural català | Cafè-bar Sant Graal (Moià)            | Modifica les dades a Wikidata |
|        | Cal Bou                        | Moià     | casa         | Estil: arquitectura barroca                                                               | 41° 48′ 41″ N, 2° 05′ 51″ E / 41.811415°N,2.097631°E ca:Sant Antoni, 11                                                               | bé cultural d'interès local                | Cal Bou (Moià)                        | Modifica les dades a Wikidata |
|        | Cal Calderó                    | Moià     | casa         |                                                                                           | 41° 48′ 46″ N, 2° 05′ 43″ E / 41.812788°N,2.095362°E                                                                                  | bé cultural d'interès local                |                                       | Modifica les dades a Wikidata |
|        | Cal Campaner                   | Moià     | casa         | Estil: arquitectura gòtica arquitectura del Renaixement arquitectura popular 17th century | 41° 48′ 41″ N, 2° 05′ 54″ E / 41.811503°N,2.098448°E ca:Rafael Casanova, 16                                                           | bé cultural d'interès local                | Cal Campaner (Moià)                   | Modifica les dades a Wikidata |
|        | Cal Canet                      | Moià     | casa         | Estil: arquitectura popular                                                               | 41° 48′ 40″ N, 2° 05′ 53″ E / 41.81124°N,2.09815°E                                                                                    | bé integrant del patrimoni cultural català | Cal Canet (Moià)                      | Modifica les dades a Wikidata |
|        | Cal Casacarcer                 | Moià     | casa         | Estil: arquitectura eclèctica                                                             | 41° 48′ 45″ N, 2° 05′ 53″ E / 41.812414°N,2.098192°E                                                                                  | bé cultural d'interès local                |                                       | Modifica les dades a Wikidata |
|        | Cal Fàbregas                   | Moià     | casa         | 14th century                                                                              | 41° 48′ 45″ N, 2° 05′ 49″ E / 41.812546°N,2.097073°E ca:Casc Urbà - c. Joies, 29                                                      | bé integrant del patrimoni cultural català | Cal Fàbregas (Moià)                   | Modifica les dades a Wikidata |
|        | Cal Gallart                    | Moià     | casa         | Estil: noucentisme                                                                        | 41° 48′ 26″ N, 2° 05′ 57″ E / 41.807123°N,2.09922°E                                                                                   | bé integrant del patrimoni cultural català | Cal Gallart (Moià)                    | Modifica les dades a Wikidata |
|        | Cal Guardiana                  | Moià     | casa         |                                                                                           | 41° 48′ 46″ N, 2° 05′ 54″ E / 41.8127°N,2.09836°E                                                                                     | bé cultural d'interès local                | Cal Guardiana (Moià)                  | Modifica les dades a Wikidata |
|        | Cal Lloberes                   | Moià     | casa         | Estil: arquitectura popular                                                               | 41° 48′ 39″ N, 2° 05′ 40″ E / 41.810952°N,2.094445°E                                                                                  | bé cultural d'interès local                |                                       | Modifica les dades a Wikidata |
|        | Cal Negre                      | Moià     | casa         |                                                                                           | 41° 48′ 42″ N, 2° 05′ 45″ E / 41.811801°N,2.095848°E                                                                                  | bé cultural d'interès local                |                                       | Modifica les dades a Wikidata |
|        | Cal Pastoret                   | Moià     | casa         |                                                                                           | 41° 48′ 42″ N, 2° 05′ 49″ E / 41.811716°N,2.096841°E                                                                                  | bé cultural d'interès local                |                                       | Modifica les dades a Wikidata |
|        | Cal Perxer                     | Moià     | casa         | Estil: arquitectura popular 19th century                                                  | 41° 48′ 44″ N, 2° 05′ 53″ E / 41.8121°N,2.09803°E ca:Casc Urbà - c. de les Joies, 2                                                   | bé integrant del patrimoni cultural català | Cal Perxer (Moià)                     | Modifica les dades a Wikidata |
|        | Cal Plàcid                     | Moià     | casa         | Estil: arquitectura gòtica                                                                | 41° 48′ 43″ N, 2° 05′ 53″ E / 41.81201°N,2.09806°E ca:Plaça Major                                                                     | bé cultural d'interès local                | Plaça porticada de Moià               | Modifica les dades a Wikidata |
|        | Cal Quirze                     | Moià     | casa         | Estil: arquitectura eclèctica Estat: enderrocat o destruït                                | 41° 48′ 42″ N, 2° 05′ 51″ E / 41.811651°N,2.097382°E                                                                                  | bé integrant del patrimoni cultural català | Cal Quirze (Moià)                     | Modifica les dades a Wikidata |
|        | Cal Tanay                      | Moià     | casa         | Estil: arquitectura popular 16th century                                                  | 41° 48′ 45″ N, 2° 05′ 54″ E / 41.812556°N,2.098325°E ca:Casc Urbà - c. del carreró núm. 8                                             | bé cultural d'interès local                | Cal Tanay (Moià)                      | Modifica les dades a Wikidata |
|        | Cal Tapadores                  | Moià     | casa         | Estil: arquitectura popular 1890                                                          | 41° 48′ 33″ N, 2° 05′ 55″ E / 41.8091°N,2.09848°E ca:Casc urbà - A l'est de la vila - Ctra. de Vic núm. 14-20                         | bé integrant del patrimoni cultural català | Cal Tapadores (Moià)                  | Modifica les dades a Wikidata |
|        | Cal Teuler                     | Moià     | casa         | Estil: arquitectura barroca 1701                                                          | 41° 48′ 44″ N, 2° 05′ 56″ E / 41.81226°N,2.098767°E ca:Plaça Carreró, 2                                                               | bé cultural d'interès local                |                                       | Modifica les dades a Wikidata |
|        | Can Solà                       | Moià     | casa         | Estil: arquitectura popular                                                               | 41° 48′ 42″ N, 2° 05′ 46″ E / 41.811683°N,2.096158°E ca:Plaça del Colom, 3                                                            | bé integrant del patrimoni cultural català | Can Solà (Moià)                       | Modifica les dades a Wikidata |
|        | Casa Bussanya                  | Moià     | casa         |                                                                                           | 41° 48′ 43″ N, 2° 05′ 54″ E / 41.812023°N,2.098212°E                                                                                  | bé cultural d'interès local                | Casa Bussanya (Moià)                  | Modifica les dades a Wikidata |
|        | Casa Francesc Vilardell        | Moià     | casa         | Estil: noucentisme                                                                        | 41° 48′ 34″ N, 2° 05′ 59″ E / 41.8095°N,2.09986°E ca:Crtra. de Vic, 23                                                                | bé integrant del patrimoni cultural català | Can Miquel (Moià)                     | Modifica les dades a Wikidata |
|        | Casa de la Coma                | Moià     | casa         | Estil: noucentisme 1920s                                                                  | 41° 48′ 41″ N, 2° 05′ 53″ E / 41.811266°N,2.09809°E ca:Casc Urbà - c. del Palau, 27                                                   | bé integrant del patrimoni cultural català | Casa de la Coma (Moià)                | Modifica les dades a Wikidata |
|        | Casa dels Orriols              | Moià     | casa         | Estil: noucentisme                                                                        | 41° 48′ 38″ N, 2° 05′ 51″ E / 41.810505°N,2.097559°E                                                                                  | bé cultural d'interès local                | Casa dels Orriols (Moià)              | Modifica les dades a Wikidata |
|        | Casa dels Viladomiu            | Moià     | casa         | Estil: noucentisme                                                                        | 41° 48′ 26″ N, 2° 05′ 57″ E / 41.80714°N,2.09922°E                                                                                    | bé integrant del patrimoni cultural català | Casa dels Viladomiu (Moià)            | Modifica les dades a Wikidata |
|        | Casa parroquial                | Moià     | casa         | Estil: arquitectura popular                                                               | 41° 48′ 42″ N, 2° 05′ 51″ E / 41.811568°N,2.09752°E                                                                                   | bé integrant del patrimoni cultural català | Casa parroquial de Moià               | Modifica les dades a Wikidata |
|        | Casal Cerdanyà                 | Moià     | casa         | Estil: arquitectura popular                                                               | 41° 48′ 44″ N, 2° 05′ 44″ E / 41.8122°N,2.09561°E                                                                                     |                                            | Casal Cerdanyà (Moià)                 | Modifica les dades a Wikidata |
|        | Cases del Tenor Francesc Viñas | Moià     | casa         | Estil: modernisme català arquitectura eclèctica                                           | 41° 48′ 43″ N, 2° 05′ 57″ E / 41.812°N,2.09921°E                                                                                      | bé cultural d'interès local                | Cases del Tenor Francesc Viñas (Moià) | Modifica les dades a Wikidata |
|        | Torre de la Granoia            | Moià     | casa         | Estil: arquitectura popular 1908                                                          | 41° 49′ 16″ N, 2° 07′ 14″ E / 41.821015°N,2.120675°E ca:Al nord-est de la vila. N-141-C direcció Vic. Trencant indicat a ma esquerra. | bé cultural d'interès local                | Torre de la Granoia                   | Modifica les dades a Wikidata |

## cova
| imatge | Nom                   | Ubicat a | instància de | Detalls               | coordenades                                                             | Protecció | Commons (més fotos) | Dades a WD                    |
| ------ | --------------------- | -------- | ------------ | --------------------- | ----------------------------------------------------------------------- | --------- | ------------------- | ----------------------------- |
|        | Balma de la Surgència | Moià     | cova         |                       | 41° 48′ 13″ N, 2° 08′ 50″ E / 41.803472222222226°N,2.1471666666666667°E |           |                     | Modifica les dades a Wikidata |
|        | Balma de les Comes    | Moià     | cova         | Llarg: 50m Ample: 20m | 41° 48′ 29″ N, 2° 09′ 21″ E / 41.808166666666665°N,2.155777777777778°E  |           |                     | Modifica les dades a Wikidata |
|        | Cova Morta            | Moià     | cova         |                       | 41° 47′ 50″ N, 2° 08′ 25″ E / 41.7973162375661°N,2.14033735614153°E     |           |                     | Modifica les dades a Wikidata |

## creu de terme
| imatge | Nom                                   | Ubicat a | instància de  | Detalls            | coordenades                                                                                 | Protecció                                  | Commons (més fotos)                   | Dades a WD                    |
| ------ | ------------------------------------- | -------- | ------------- | ------------------ | ------------------------------------------------------------------------------------------- | ------------------------------------------ | ------------------------------------- | ----------------------------- |
|        | creu de terme de Sant Sebastià        | Moià     | creu de terme | 16th century       | 41° 48′ 41″ N, 2° 05′ 54″ E / 41.811466°N,2.098365°E ca:Museu de Moià, pl. Sant Sebastià, 1 | bé integrant del patrimoni cultural català | Creu de terme de Sant Sebastià        | Modifica les dades a Wikidata |
|        | creu de terme de l'Oratori            | Moià     | creu de terme | Estil: gòtic tardà | 41° 48′ 41″ N, 2° 05′ 54″ E / 41.81147°N,2.09837°E                                          | bé integrant del patrimoni cultural català | Creu de terme de l'Oratori            | Modifica les dades a Wikidata |
|        | creu de terme de la Capella del Remei | Moià     | creu de terme | Estil: gòtic tardà | 41° 48′ 42″ N, 2° 05′ 54″ E / 41.8116°N,2.09827°E ca:Rafael Casanova, 13                    | bé cultural d'interès nacional             | Creu de terme de la capella del Remei | Modifica les dades a Wikidata |

## curs d'aigua
| imatge | Nom                           | Ubicat a                            | instància de | Detalls                                          | coordenades                                                                                               | Protecció | Commons (més fotos) | Dades a WD                    |
| ------ | ----------------------------- | ----------------------------------- | ------------ | ------------------------------------------------ | --- | --------- | ------------------- | ----------------------------- |
|        | Torrent Mal                   | Castellcir Castellterçol Moià       | curs d'aigua | Desemboca: torrent de la Fàbrega Llarg: 6km      | 41° 48′ 06″ N, 2° 08′ 51″ E / 41.801616°N,2.147499°E 41° 46′ 14″ N, 2° 06′ 43″ E / 41.770423°N,2.112041°E |           | Torrent Mal (Moià)  | Modifica les dades a Wikidata |
|        | riera de Malrubí              | Moià Santa Maria d'Oló Avinyó Artés | curs d'aigua | Desemboca: Riera Gavarresa Llarg: 21.5km         | 41° 48′ 31″ N, 1° 56′ 25″ E / 41.8085°N,1.94025°E                                                         |           |                     | Modifica les dades a Wikidata |
|        | riera de Santa Coloma         | Castellcir Moià                     | curs d'aigua | Desemboca: torrent de la Mare de Déu Llarg: 5km  | 41° 48′ 02″ N, 2° 09′ 52″ E / 41.800531°N,2.164534°E 41° 46′ 58″ N, 2° 08′ 45″ E / 41.782775°N,2.145733°E |           |                     | Modifica les dades a Wikidata |
|        | riera de l'Om                 | Moià                                | curs d'aigua | Desemboca: torrent de la Baga Cerdana Llarg: 5km | 41° 47′ 19″ N, 2° 02′ 14″ E / 41.7885°N,2.03731°E                                                         |           |                     | Modifica les dades a Wikidata |
|        | riu Sec                       | l'Estany Moià Santa Maria d'Oló     | curs d'aigua | Desemboca: riera de Malrubí Llarg: 10km          | 41° 51′ 36″ N, 2° 06′ 30″ E / 41.859987°N,2.108411°E 41° 50′ 35″ N, 2° 03′ 29″ E / 41.84294°N,2.058077°E  |           | Riu Sec (l'Estany)  | Modifica les dades a Wikidata |
|        | torrent de la Font de l'Arrel | Castellcir Moià                     | curs d'aigua | Desemboca: torrent de les Berengueres Llarg: 1km | 41° 47′ 02″ N, 2° 08′ 49″ E / 41.7839°N,2.14688°E                                                         |           |                     | Modifica les dades a Wikidata |

## dolmen
| imatge | Nom                       | Ubicat a | instància de | Detalls | coordenades | Protecció                                  | Commons (més fotos)        | Dades a WD                    |
| ------ | ------------------------- | -------- | ------------ | ------- | --- | ------------------------------------------ | -------------------------- | ----------------------------- |
|        | dolmen de Puig Rodó       | Moià     | dolmen       |         | 41° 50′ 51″ N, 2° 07′ 41″ E / 41.8475809217579°N,2.12806455186313°E 998 msnm                                                       | bé cultural d'interès local                | Dolmen de Puig Rodó (Moià) | Modifica les dades a Wikidata |
|        | dolmen de Santa Magdalena | Moià     | dolmen       |         | 41° 47′ 42″ N, 2° 03′ 39″ E / 41.7949011042902°N,2.06079974398323°E 726 msnm                                                       | bé integrant del patrimoni cultural català |                            | Modifica les dades a Wikidata |
|        | dolmen de les Humbertes   | Moià     | dolmen       |         | 41° 47′ 10″ N, 2° 07′ 46″ E / 41.786097°N,2.129564°E                                                                               | bé integrant del patrimoni cultural català |                            | Modifica les dades a Wikidata |
|        | dolmen del Cospinar       | Moià     | dolmen       |         | 41° 48′ 43″ N, 2° 09′ 01″ E / 41.8120447175621°N,2.15032561120305°E ca:A l'est de la Vila - Km 32 de la Ctra. N-141-c direcció Vic |                                            |                            | Modifica les dades a Wikidata |

## edifici
| imatge | Nom                              | Ubicat a | instància de                    | Detalls                                                                       | coordenades                                                                                      | Protecció                                            | Commons (més fotos)                  | Dades a WD                    |
| ------ | -------------------------------- | -------- | ------------------------------- | ----------------------------------------------------------------------------- | ------------------------------------------------------------------------------------------------ | ---------------------------------------------------- | ------------------------------------ | ----------------------------- |
|        | Antiga Casa de la Vila           | Moià     | edifici                         | Estil: arquitectura eclèctica                                                 | 41° 48′ 48″ N, 2° 05′ 48″ E / 41.813245°N,2.096618°E ca:Plaça Sant Sebastià, 5                   | bé integrant del patrimoni cultural català           | Antiga Casa de la Vila de Moià       | Modifica les dades a Wikidata |
|        | Barcelona Drone Center           | Moià     | edifici                         | Superfície: 2500ha                                                            | 41° 48′ 30″ N, 2° 09′ 50″ E / 41.808401°N,2.16396°E                                              |                                                      | BCN Drone Center                     | Modifica les dades a Wikidata |
|        | Casa Coma                        | Moià     | edifici                         | Estil: arquitectura eclèctica                                                 | 41° 48′ 43″ N, 2° 05′ 42″ E / 41.81188888888889°N,2.095111111111111°E ca:Sant Josep, 12          | bé integrant del patrimoni cultural català           | Biblioteca de Moià                   | Modifica les dades a Wikidata |
|        | Casa de les joies                | Moià     | edifici                         |                                                                               | 41° 48′ 45″ N, 2° 05′ 50″ E / 41.812629°N,2.097105°E ca:Joies, 33                                |                                                      | Casa de les joies                    | Modifica les dades a Wikidata |
|        | Col·legi dels Pares Escolapis    | Moià     | edifici                         | Estil: arquitectura barroca 1703                                              | 41° 48′ 48″ N, 2° 05′ 45″ E / 41.8133°N,2.09574°E ca:Nord de la vila - c. Sant Sebastià, núm. 14 | bé integrant del patrimoni cultural català           | Col·legi dels Pares Escolapis (Moià) | Modifica les dades a Wikidata |
|        | Convent de les Josefines         | Moià     | edifici                         | Estil: arquitectura eclèctica                                                 | 41° 48′ 44″ N, 2° 05′ 51″ E / 41.81227°N,2.09751°E                                               | bé cultural d'interès local                          | Convent de les Josefines (Moià)      | Modifica les dades a Wikidata |
|        | Cup de Còdol                     | Moià     | edifici                         | Estil: arquitectura popular                                                   |                                                                                                  | bé integrant del patrimoni cultural català           |                                      | Modifica les dades a Wikidata |
|        | Escut de Moià al carrer del Pont | Moià     | edifici                         | Estil: arquitectura barroca                                                   | 41° 48′ 46″ N, 2° 05′ 49″ E / 41.812661°N,2.096831°E                                             | bé cultural d'interès nacional                       | Escut de Moià al carrer del Pont     | Modifica les dades a Wikidata |
|        | Escut de la Font Vella           | Moià     | edifici                         | Estil: arquitectura popular                                                   | 41° 48′ 46″ N, 2° 05′ 49″ E / 41.812689°N,2.096963°E                                             | bé cultural d'interès nacional                       | Escut de la Font Vella               | Modifica les dades a Wikidata |
|        | Hospital de Pobres de Jesucrist  | Moià     | edifici residència de gent gran | Estil: arquitectura popular Estat: enderrocat o destruït                      | 41° 48′ 42″ N, 2° 05′ 58″ E / 41.811655°N,2.099365°E ca:Plaça de l'Hospital, 1                   | bé integrant del patrimoni cultural català           | Hospital de Moià                     | Modifica les dades a Wikidata |
|        | casa natal de Rafael Casanova    | Moià     | edifici                         | Estil: gòtic tardà arquitectura barroca Anomenat per: Rafael Casanova i Comes | 41° 48′ 41″ N, 2° 05′ 54″ E / 41.8114°N,2.09833°E ca:Carrer de Rafael Casanova, 17 718 msnm      | bé d'interès cultural bé cultural d'interès nacional | Casa natal de Rafael Casanova        | Modifica les dades a Wikidata |
|        | la Volta                         | Moià     | edifici                         | Estil: arquitectura popular                                                   | 41° 48′ 43″ N, 2° 05′ 55″ E / 41.811892°N,2.09872°E                                              | bé integrant del patrimoni cultural català           | La Volta (Moià)                      | Modifica les dades a Wikidata |

## església
| imatge | Nom                                            | Ubicat a | instància de                     | Detalls                                                                      | coordenades                                                                                          | Protecció                                  | Commons (més fotos)                         | Dades a WD                    |
| ------ | ---------------------------------------------- | -------- | -------------------------------- | ---------------------------------------------------------------------------- | --- | ------------------------------------------ | ------------------------------------------- | ----------------------------- |
|        | Pedró de Serramitja                            | Moià     | església                         | Estil: arquitectura barroca                                                  | 41° 47′ 33″ N, 2° 03′ 09″ E / 41.7926°N,2.05256°E                                                    | bé integrant del patrimoni cultural català | Pedró de Serramitja (Moià)                  | Modifica les dades a Wikidata |
|        | Sant Andreu de Clarà                           | Moià     | església                         | Estil: arquitectura romànica                                                 | 41° 49′ 12″ N, 2° 04′ 49″ E / 41.82°N,2.08031°E ca:Al costat del castell de Clarà 806.1 msnm         | bé cultural d'interès local                | Sant Andreu de Clarà (Moià)                 | Modifica les dades a Wikidata |
|        | Sant Antoni de Pàdua dels Escolapis de Moià    | Moià     | església Església dels escolapis | Estil: barroc                                                                | 41° 48′ 49″ N, 2° 05′ 45″ E / 41.81361944°N,2.09591389°E 742.5 msnm                                  | bé cultural d'interès local                | Sant Antoni de Pàdua dels Escolapis de Moià | Modifica les dades a Wikidata |
|        | Sant Feliu de Rodors                           | Moià     | església                         | Estil: arquitectura popular                                                  | 41° 50′ 28″ N, 2° 04′ 57″ E / 41.84116944°N,2.08243056°E ca:Camí que surt del mas de la Rovira       | bé integrant del patrimoni cultural català | Sant Feliu de Rodors                        | Modifica les dades a Wikidata |
|        | Sant Jacint de Bussanya                        | Moià     | església                         | Estil: historicisme arquitectònic                                            | 41° 48′ 54″ N, 2° 03′ 48″ E / 41.81497222°N,2.06327222°E ca:Prop del mas Bussanya 564 msnm           | bé integrant del patrimoni cultural català | Sant Jacint de Bussanya                     | Modifica les dades a Wikidata |
|        | Sant Jaume de la Coma                          | Moià     | església                         | Estil: arquitectura barroca                                                  | 41° 47′ 09″ N, 2° 06′ 20″ E / 41.7857°N,2.10554°E ca:Accés des del mas La Coma, a uns 200 m 656 msnm | bé cultural d'interès local                | Sant Jaume de la Coma                       | Modifica les dades a Wikidata |
|        | Sant Josep de Can Carner                       | Moià     | església                         | 18th century                                                                 | 41° 48′ 44″ N, 2° 05′ 51″ E / 41.81226944°N,2.09751111°E                                             |                                            | Sant Josep de Can Carner                    | Modifica les dades a Wikidata |
|        | Sant Josep de Moià                             | Moià     | església                         | Estil: barroc                                                                | 41° 48′ 46″ N, 2° 05′ 42″ E / 41.81265556°N,2.09511389°E 729 msnm                                    | bé cultural d'interès local                | Sant Josep de Moià                          | Modifica les dades a Wikidata |
|        | Sant Nazari de Vilalta                         | Moià     | església                         | 18th century                                                                 | 41° 50′ 30″ N, 2° 05′ 31″ E / 41.84155556°N,2.09186667°E 845.9 msnm                                  |                                            | Sant Nazari de Vilalta                      | Modifica les dades a Wikidata |
|        | Sant Pere de Ferrerons                         | Moià     | església                         | Estil: barroc 17th century                                                   | 41° 49′ 44″ N, 2° 07′ 39″ E / 41.829°N,2.12751°E ca:Camí de Moià a l'Estany, per la Granoia 915 msnm | bé integrant del patrimoni cultural català | Sant Pere de Ferrerons                      | Modifica les dades a Wikidata |
|        | Sant Sebastià de Moià                          | Moià     | església                         | Estat: enderrocat o destruït                                                 | 41° 48′ 47″ N, 2° 05′ 50″ E / 41.81307222°N,2.09723056°E 730.4 msnm                                  |                                            | Sant Sebastià de Moià                       | Modifica les dades a Wikidata |
|        | Santa Anna de Passarell                        | Moià     | església                         | 18th century                                                                 | 41° 49′ 31″ N, 2° 06′ 04″ E / 41.8254°N,2.10112°E ca:Masia Passarell 737.2 msnm                      |                                            | Santa Anna de Passarell                     | Modifica les dades a Wikidata |
|        | Santa Anna de la Cabanya                       | Moià     | església                         |                                                                              | 41° 50′ 29″ N, 2° 06′ 57″ E / 41.841275°N,2.11575278°E ca:Masia de la Cabanya                        |                                            | Santa Anna de la Cabanya                    | Modifica les dades a Wikidata |
|        | Santa Eugènia del Gomar                        | Moià     | església                         | Estil: art preromànic                                                        | 41° 49′ 00″ N, 2° 09′ 33″ E / 41.81667694°N,2.15923056°E ca:Crtra. Moià a Vic, km 32,4               | bé cultural d'interès local                | Santa Eugènia del Gomar                     | Modifica les dades a Wikidata |
|        | Santa Magdalena de Serramitja                  | Moià     | església                         | Estil: arquitectura popular                                                  | 41° 47′ 33″ N, 2° 03′ 10″ E / 41.79250556°N,2.05278611°E 715 msnm                                    | bé cultural d'interès local                | Santa Magdalena de Serramitja               | Modifica les dades a Wikidata |
|        | Santa Maria de Moià                            | Moià     | església                         | Estil: arquitectura barroca                                                  | 41° 48′ 42″ N, 2° 05′ 55″ E / 41.8118°N,2.09852°E ca:Casc Urbà - Pl. Major                           | bé cultural d'interès local                | Santa Maria de Moià                         | Modifica les dades a Wikidata |
|        | Santa Maria de la Monjoia                      | Moià     | església                         |                                                                              | 41° 48′ 31″ N, 2° 07′ 24″ E / 41.8085°N,2.12342°E ca:Masia la Montjoia                               |                                            | Santa Maria de la Monjoia                   | Modifica les dades a Wikidata |
|        | església de la Mare de Déu del Carme de Moià   | Moià     | església                         | 19th century                                                                 | 41° 48′ 40″ N, 2° 05′ 53″ E / 41.8112°N,2.09817°E 709 msnm                                           |                                            | Mare de Déu del Carme de Moià               | Modifica les dades a Wikidata |
|        | la Mare de Déu del Remei de Moià               | Moià     | església                         | Estil: arquitectura popular arquitectura gòtica arquitectura del Renaixement | 41° 48′ 17″ N, 2° 05′ 53″ E / 41.80486111°N,2.098025°E 682.6 msnm                                    | bé cultural d'interès local                | La Mare de Déu del Remei de Moià            | Modifica les dades a Wikidata |
|        | la Mare de Déu del Roser del Soler de Terrades | Moià     | església                         |                                                                              | 41° 51′ 10″ N, 2° 05′ 40″ E / 41.8529°N,2.09432°E                                                    |                                            |                                             | Modifica les dades a Wikidata |
|        | la Puríssima dels Escolapis de Moià            | Moià     | església                         | 20th century                                                                 | 41° 48′ 49″ N, 2° 05′ 45″ E / 41.81366111°N,2.095775°E 742.5 msnm                                    |                                            | La Puríssima dels Escolapis de Moià         | Modifica les dades a Wikidata |

## granja
| imatge | Nom                   | Ubicat a | instància de | Detalls | coordenades                                                         | Protecció | Commons (més fotos) | Dades a WD                    |
| ------ | --------------------- | -------- | ------------ | ------- | ------------------------------------------------------------------- | --------- | ------------------- | ----------------------------- |
|        | Granges Carrera       | Moià     | granja       |         | 41° 48′ 44″ N, 2° 06′ 22″ E / 41.8121325116149°N,2.10611643524442°E |           |                     | Modifica les dades a Wikidata |
|        | Granges de la Granoia | Moià     | granja       |         | 41° 49′ 16″ N, 2° 07′ 33″ E / 41.8210380981182°N,2.12572759155627°E |           |                     | Modifica les dades a Wikidata |
|        | Granja Canet          | Moià     | granja       |         | 41° 48′ 46″ N, 2° 06′ 57″ E / 41.812873950441°N,2.1157978047993°E   |           |                     | Modifica les dades a Wikidata |
|        | Granja Ferrer         | Moià     | granja       |         | 41° 49′ 59″ N, 2° 05′ 52″ E / 41.8329805240544°N,2.09769730425649°E |           |                     | Modifica les dades a Wikidata |
|        | Granja Girvent        | Moià     | granja       |         | 41° 48′ 32″ N, 2° 08′ 45″ E / 41.808966325832°N,2.14573141889093°E  |           |                     | Modifica les dades a Wikidata |
|        | Granja Guiteres       | Moià     | granja       |         | 41° 48′ 33″ N, 2° 06′ 37″ E / 41.8092374727415°N,2.11026187188348°E |           |                     | Modifica les dades a Wikidata |
|        | Granja La Serreta     | Moià     | granja       |         | 41° 48′ 37″ N, 2° 06′ 48″ E / 41.8101968907581°N,2.11319811352575°E |           |                     | Modifica les dades a Wikidata |
|        | Granja Marfà          | Moià     | granja       |         | 41° 49′ 57″ N, 2° 06′ 06″ E / 41.8326322984198°N,2.10153188545254°E |           |                     | Modifica les dades a Wikidata |
|        | Granja Plans          | Moià     | granja       |         | 41° 48′ 38″ N, 2° 08′ 24″ E / 41.8105532868024°N,2.13993164700164°E |           |                     | Modifica les dades a Wikidata |
|        | Granja de l'Arisa     | Moià     | granja       |         | 41° 48′ 49″ N, 2° 06′ 42″ E / 41.8136443596053°N,2.1117539766922°E  |           |                     | Modifica les dades a Wikidata |
|        | la Granja             | Moià     | granja       |         | 41° 48′ 29″ N, 2° 06′ 19″ E / 41.8081722819748°N,2.10531676184579°E |           |                     | Modifica les dades a Wikidata |

## indret
| imatge | Nom                       | Ubicat a | instància de | Detalls | coordenades                                                                        | Protecció | Commons (més fotos) | Dades a WD                    |
| ------ | ------------------------- | -------- | ------------ | ------- | ---------------------------------------------------------------------------------- | --------- | ------------------- | ----------------------------- |
|        | Camp de vol Les Humbertes | Moià     | indret       |         | 41° 47′ 13″ N, 2° 07′ 45″ E / 41.78695278°N,2.12922778°E                           |           |                     | Modifica les dades a Wikidata |
|        | Gorg de les Olletes       | Moià     | indret       |         | 41° 48′ 06″ N, 2° 08′ 45″ E / 41.8017641667°N,2.14586388889°E Torrent Mal 718 msnm |           |                     | Modifica les dades a Wikidata |
|        | La Bassa de Serramitja    | Moià     | indret       |         | 41° 47′ 22″ N, 2° 02′ 48″ E / 41.78957222°N,2.04657778°E                           |           |                     | Modifica les dades a Wikidata |
|        | Les Nou Fonts             | Moià     | indret       |         | 41° 47′ 31″ N, 2° 08′ 16″ E / 41.79185°N,2.13790556°E                              |           |                     | Modifica les dades a Wikidata |

## jaciment arqueològic
| imatge | Nom                    | Ubicat a | instància de              | Detalls | coordenades | Protecció                                  | Commons (més fotos)    | Dades a WD                    |
| ------ | ---------------------- | -------- | ------------------------- | ------- | --- | ------------------------------------------ | ---------------------- | ----------------------------- |
|        | Balma del Gai          | Moià     | jaciment arqueològic      |         | 41° 49′ 00″ N, 2° 08′ 19″ E / 41.816667°N,2.13875°E | bé integrant del patrimoni cultural català |                        | Modifica les dades a Wikidata |
|        | cova de les Toixoneres | Moià     | jaciment arqueològic cova |         | 41° 48′ 18″ N, 2° 08′ 58″ E / 41.80494722°N,2.14935833°E ca:Es troba sobre una terrassa propera al tàlveg actual del Torrent Mal. 750 msnm | bé cultural d'interès local                | Cova de les Toixoneres | Modifica les dades a Wikidata |
|        | coves del Toll         | Moià     | jaciment arqueològic cova |         | 41° 48′ 15″ N, 2° 08′ 55″ E / 41.80408333°N,2.14868889°E ca:Carretera N-141c/C641 en direcció cap a Vic. En el quilòmetre 32 es gira a la dreta (desviament indicat). Cal seguir les indicacions d'aquesta mateixa via durant 3,5 quilòmetres fins l'aparcament del complex de les Coves del Toll, amb un centre de recepció de visitants. Des d'aquest punt s'ha d'accedir a peu per una camí senyalitzat cap a les Coves del Toll (Cova del Toll i Cova de les Teixoneres) en escassos 100 metres. | bé cultural d'interès local                | Cuevas del Toll (Moià) | Modifica les dades a Wikidata |

## masia
| imatge | Nom                        | Ubicat a | instància de   | Detalls                                                                        | coordenades | Protecció                                            | Commons (més fotos)        | Dades a WD                    |
| ------ | -------------------------- | -------- | -------------- | ------------------------------------------------------------------------------ | --- | ---------------------------------------------------- | -------------------------- | ----------------------------- |
|        | Bolederes                  | Moià     | masia          | Estil: arquitectura popular                                                    | 41° 50′ 17″ N, 2° 09′ 02″ E / 41.83803611°N,2.15051°E ca:A 10 km al nord-est de la vila. Ctra. N-141 direcció a Vic, Km 29,5. Als afores de la vila.                  | bé integrant del patrimoni cultural català           | Bolederes                  | Modifica les dades a Wikidata |
|        | Bussanya                   | Moià     | masia          | Estil: arquitectura popular                                                    | 41° 48′ 56″ N, 2° 03′ 48″ E / 41.81567222°N,2.06329444°E ca:A l'oest de la vila - Km 24 de laCtra. N-141-c direcció a Manresa.                                        | bé integrant del patrimoni cultural català           | Bussanya                   | Modifica les dades a Wikidata |
|        | Cal Cendresa               | Moià     | masia          | Estat: ruïnós                                                                  | 41° 50′ 08″ N, 2° 09′ 07″ E / 41.83542722°N,2.15199861°E 975 msnm |                                                      | Cal Cendrosa               | Modifica les dades a Wikidata |
|        | Cal Gira                   | Moià     | masia          | 18th century                                                                   | 41° 49′ 22″ N, 2° 07′ 18″ E / 41.8228°N,2.12164°E ca:Al nord-est de la vila 791.8 msnm                                                                                |                                                      | Cal Gira                   | Modifica les dades a Wikidata |
|        | Cal Portet                 | Moià     | masia          |                                                                                | 41° 48′ 50″ N, 2° 06′ 20″ E / 41.8138°N,2.10549°E 697 msnm |                                                      | Cal Portet (Moià)          | Modifica les dades a Wikidata |
|        | Cal Teixidor               | Moià     | masia          |                                                                                | 41° 48′ 38″ N, 2° 05′ 34″ E / 41.810472222222224°N,2.0926666666666667°E 702 msnm                                                                                      |                                                      |                            | Modifica les dades a Wikidata |
|        | Can Nespler                | Moià     | masia          |                                                                                | 41° 49′ 45″ N, 2° 07′ 38″ E / 41.8291°N,2.12716°E ca:A 6 Km de Moià - N141 Km 29,4. A prop de l'església de Ferrerons. 917 msnm                                       |                                                      |                            | Modifica les dades a Wikidata |
|        | Can Quinhorés              | Moià     | masia          |                                                                                | 41° 48′ 29″ N, 2° 06′ 08″ E / 41.8081°N,2.10232°E 675 msnm |                                                      |                            | Modifica les dades a Wikidata |
|        | Casagemes                  | Moià     | masia          | Estil: arquitectura popular arquitectura barroca No/unknown value 20th century | 41° 48′ 28″ N, 2° 04′ 03″ E / 41.80773333°N,2.06743583°E ca:Ctra. Vic-Manresa, km 24 camí a mà esquerra, a 1 km. Moià (Moianès) 699.8 msnm                            | bé integrant del patrimoni cultural català           | Casagemes (Moià)           | Modifica les dades a Wikidata |
|        | Casalot Vell del Soca      | Moià     | masia          |                                                                                | 41° 48′ 52″ N, 2° 02′ 24″ E / 41.814363349879°N,2.03991567954265°E |                                                      |                            | Modifica les dades a Wikidata |
|        | Casalot de Casagemes       | Moià     | masia          |                                                                                | 41° 47′ 59″ N, 2° 03′ 59″ E / 41.79961389°N,2.06643333°E ca:Pla de Vilarjoan 699.2 msnm                                                                               |                                                      |                            | Modifica les dades a Wikidata |
|        | Casamitjana                | Moià     | masia          | 1700                                                                           | 41° 50′ 17″ N, 2° 04′ 39″ E / 41.83817778°N,2.077625°E ca:A 7 Km al nord de Moià. L'accés és un trencant a mà dreta després de Montví de Baix. 761 msnm               |                                                      | Casamitjana (Moià)         | Modifica les dades a Wikidata |
|        | Caselles                   | Moià     | masia          | 1890                                                                           | 41° 49′ 40″ N, 2° 05′ 06″ E / 41.827858°N,2.084935°E ca:A 5 Km de la vila de Moià. 806 msnm                                                                           |                                                      | Caselles (Moià)            | Modifica les dades a Wikidata |
|        | Caseta de Vilacendra       | Moià     | masia          |                                                                                | 41° 48′ 30″ N, 2° 05′ 04″ E / 41.8082°N,2.08432°E 710 msnm |                                                      | Caseta de Vilacendra       | Modifica les dades a Wikidata |
|        | Codinacs                   | Moià     | masia          |                                                                                | 41° 50′ 48″ N, 2° 05′ 35″ E / 41.846766°N,2.09317°E ca:Al Nord de Moià, a 5, 5 Km de la vila. 818 msnm                                                                | bé cultural d'interès local                          | Codinacs (Moià)            | Modifica les dades a Wikidata |
|        | Comes Nou                  | Moià     | masia          | 18th century                                                                   | 41° 51′ 11″ N, 2° 06′ 37″ E / 41.85303333°N,2.11030278°E ca:Al nord i a 5, 5 km de la vila. 877.8 msnm                                                                |                                                      | Comes Nou                  | Modifica les dades a Wikidata |
|        | Comes Vell                 | Moià     | masia          |                                                                                | 41° 50′ 56″ N, 2° 06′ 44″ E / 41.8488°N,2.11235°E ca:A 6, 5 km al nord-est de la vila. Termenejant amb el municipi de l'Estany. 902 msnm                              |                                                      | Comes Vell                 | Modifica les dades a Wikidata |
|        | Coromines                  | Moià     | masia          | 18th century                                                                   | 41° 49′ 27″ N, 2° 04′ 48″ E / 41.82430278°N,2.07998611°E ca:A 3 Km a l'oest de Moià. 774.2 msnm                                                                       |                                                      | Coromines (Moià)           | Modifica les dades a Wikidata |
|        | Edifici Montseny           | Moià     | masia          |                                                                                | 41° 49′ 39″ N, 2° 05′ 35″ E / 41.8274228811145°N,2.09306690211371°E                                                                                                   |                                                      |                            | Modifica les dades a Wikidata |
|        | Garfís                     | Moià     | masia          | Estil: arquitectura popular                                                    | 41° 51′ 10″ N, 2° 08′ 08″ E / 41.8528°N,2.13549°E ca:A 8 Km al nord de Moià. 968 msnm                                                                                 | bé integrant del patrimoni cultural català           | Garfís                     | Modifica les dades a Wikidata |
|        | Magadins Nou               | Moià     | masia          | 19th century                                                                   | 41° 50′ 24″ N, 2° 06′ 14″ E / 41.84003333°N,2.10388056°E ca:A 4 Km a l'est de la vila. 865 msnm                                                                       |                                                      | Magadins Nou               | Modifica les dades a Wikidata |
|        | Magadins Vell              | Moià     | masia          | 11st century                                                                   | 41° 50′ 37″ N, 2° 06′ 22″ E / 41.84373889°N,2.10624722°E ca:A 6 km a l'est de la vila a la C-59 en direcció a l'Estany 871.5 msnm                                     |                                                      | Magadins Vell              | Modifica les dades a Wikidata |
|        | Mas Samsó                  | Moià     | masia          |                                                                                | 41° 48′ 33″ N, 2° 06′ 10″ E / 41.8092°N,2.10281°E 682.3 msnm |                                                      | Mas Samsó                  | Modifica les dades a Wikidata |
|        | Montbrú                    | Moià     | masia          | 17th century                                                                   | 41° 47′ 48″ N, 2° 04′ 48″ E / 41.79669167°N,2.07992222°E ca:Al sud-oest de la vila. A 3,5 Km del camí que surt a l'esquerra del Km 25, 5 de la N-141-c. 769.9 msnm    |                                                      | Montbrú (Moià)             | Modifica les dades a Wikidata |
|        | Montví de Baix             | Moià     | masia          | Estil: arquitectura popular                                                    | 41° 49′ 36″ N, 2° 05′ 38″ E / 41.8266°N,2.093825°E ca:Crtra. C-59 a l'Estany, km 41 806 msnm                                                                          | bé integrant del patrimoni cultural català           | Montví de Baix             | Modifica les dades a Wikidata |
|        | Montví de Dalt             | Moià     | masia          | 11st century                                                                   | 41° 49′ 26″ N, 2° 05′ 49″ E / 41.82388889°N,2.09694444°E ca:A poc més de 2 Km al nord de la vila. Ctra. BP-4313 a L'Estany. 836 msnm                                  |                                                      | Montví de Dalt             | Modifica les dades a Wikidata |
|        | Passarell                  | Moià     | masia          | 1708                                                                           | 41° 49′ 31″ N, 2° 06′ 04″ E / 41.82535278°N,2.10110944°E ca:A nord-est de la vila - Seguint el carrer de Passarell direcció a l'embassament. 737 msnm                 |                                                      | Passarell (Moià)           | Modifica les dades a Wikidata |
|        | Pedrissa                   | Moià     | masia          |                                                                                | 41° 49′ 46″ N, 2° 04′ 46″ E / 41.82931111°N,2.079375°E 806 msnm |                                                      | Pedrissa (Moià)            | Modifica les dades a Wikidata |
|        | Perers                     | Moià     | masia          |                                                                                | 41° 48′ 30″ N, 2° 08′ 27″ E / 41.8083°N,2.14096°E ca:A l'est de la vila. N-141-C direcció Vic. Indicació a la carretera. 781 msnm                                     |                                                      | Perers (Moià)              | Modifica les dades a Wikidata |
|        | Planella                   | Moià     | masia          |                                                                                | 41° 49′ 17″ N, 2° 06′ 58″ E / 41.82147778°N,2.11605556°E ca:Nord-est de la Vila 776.7 msnm                                                                            |                                                      |                            | Modifica les dades a Wikidata |
|        | Puig-antic                 | Moià     | masia          |                                                                                | 41° 48′ 20″ N, 2° 09′ 48″ E / 41.80559167°N,2.16331944°E ca:Al nord-est de la vila. 865.5 msnm                                                                        |                                                      | Puig-antic (Moià)          | Modifica les dades a Wikidata |
|        | Ribaus                     | Moià     | masia          |                                                                                | 41° 49′ 46″ N, 2° 03′ 04″ E / 41.82936389°N,2.05108472°E 515 msnm |                                                      |                            | Modifica les dades a Wikidata |
|        | Sabruneta                  | Moià     | masia          |                                                                                | 41° 47′ 42″ N, 2° 02′ 33″ E / 41.7951°N,2.04247°E 646.3 msnm |                                                      |                            | Modifica les dades a Wikidata |
|        | Salavert                   | Moià     | masia          |                                                                                | 41° 49′ 07″ N, 2° 03′ 59″ E / 41.8185726818584°N,2.06652228751136°E                                                                                                   |                                                      |                            | Modifica les dades a Wikidata |
|        | Serramitja                 | Moià     | masia          | Estil: arquitectura popular 1728                                               | 41° 47′ 29″ N, 2° 02′ 58″ E / 41.79125556°N,2.04946944°E ca:Al nord-oest i a 6 Km de Moià. N-141 direcció Manresa Km 25 700 msnm                                      | bé integrant del patrimoni cultural català           | Serramitja (Moià)          | Modifica les dades a Wikidata |
|        | Torre de Casanova          | Moià     | masia          | Estil: arquitectura popular                                                    | 41° 49′ 09″ N, 2° 08′ 13″ E / 41.8191°N,2.13692°E 795 msnm | bé cultural d'interès nacional                       | Torre de Casanova          | Modifica les dades a Wikidata |
|        | Vallabús                   | Moià     | masia          | Estil: arquitectura popular                                                    | 41° 48′ 53″ N, 2° 06′ 54″ E / 41.8147°N,2.11495°E | bé integrant del patrimoni cultural català           | Vallabús                   | Modifica les dades a Wikidata |
|        | Vila-rasa                  | Moià     | masia          |                                                                                | 41° 48′ 10″ N, 2° 05′ 16″ E / 41.8028°N,2.08781°E ca:Al sud i a poc més d'1 Km de la vila, a prop del Sot d'Aluies. 677.7 msnm                                        |                                                      | Vila-rasa (Moià)           | Modifica les dades a Wikidata |
|        | Vilalta                    | Moià     | masia          | Estil: arquitectura popular                                                    | 41° 50′ 29″ N, 2° 05′ 30″ E / 41.84135556°N,2.09170833°E ca:A 4, 5 Km al nord de la vila de Moià. Km. 4-5.                                                            | bé cultural d'interès local                          | Vilalta (Moià)             | Modifica les dades a Wikidata |
|        | Vilarjoan                  | Moià     | masia          | Estil: arquitectura popular 18th century                                       | 41° 48′ 06″ N, 2° 03′ 36″ E / 41.80159528°N,2.05995833°E ca:Camí que surt de la crtra. N-141c, km 24                                                                  | bé cultural d'interès local                          | Vilarjoan                  | Modifica les dades a Wikidata |
|        | el Casalot de Mataocells   | Moià     | masia          |                                                                                | 41° 49′ 55″ N, 2° 03′ 10″ E / 41.83190278°N,2.05267583°E Rodors 531.3 msnm                                                                                            |                                                      |                            | Modifica les dades a Wikidata |
|        | el Covar de Bussanya       | Moià     | masia          |                                                                                | 41° 49′ 00″ N, 2° 03′ 59″ E / 41.8167443175296°N,2.06652476022502°E                                                                                                   |                                                      |                            | Modifica les dades a Wikidata |
|        | el Gai                     | Moià     | masia          | 1832                                                                           | 41° 48′ 51″ N, 2° 08′ 09″ E / 41.8141°N,2.13585°E ca:A 4 Km al nord-est de la vila Ctra. N-141-C km. 760 msnm                                                         |                                                      | El Gai (Moià)              | Modifica les dades a Wikidata |
|        | el Gomar                   | Moià     | masia          | Estil: arquitectura popular                                                    | 41° 49′ 00″ N, 2° 09′ 34″ E / 41.8167°N,2.1595°E ca:A l'est de la vila - Ctra. N-141 Km 32,4 en una pista a mà dreta.                                                 | bé cultural d'interès local                          | El Gomar                   | Modifica les dades a Wikidata |
|        | el Jo                      | Moià     | masia          |                                                                                | 41° 48′ 39″ N, 2° 06′ 14″ E / 41.8108°N,2.10401°E 700 msnm |                                                      | El Jo                      | Modifica les dades a Wikidata |
|        | el Masot                   | Moià     | masia          | Estil: arquitectura popular                                                    | 41° 48′ 31″ N, 2° 07′ 25″ E / 41.80851667°N,2.12349444°E ca:Camí que surt de la crtra. N-141c, km 29,5                                                                | bé cultural d'interès local                          | El Masot (Moià)            | Modifica les dades a Wikidata |
|        | el Perer                   | Moià     | masia          | 1676 Estat: ruïnós                                                             | 41° 50′ 54″ N, 2° 04′ 16″ E / 41.84833333°N,2.07111111°E ca:A 9,5 Km al nord-est de la vila. 722.9 msnm                                                               |                                                      | El Perer (Moià)            | Modifica les dades a Wikidata |
|        | el Pla Romaní              | Moià     | masia          |                                                                                | 41° 48′ 35″ N, 2° 07′ 09″ E / 41.8097°N,2.11926°E 703.9 msnm |                                                      | El Pla Romaní              | Modifica les dades a Wikidata |
|        | el Pla Traver              | Moià     | masia          |                                                                                | 41° 50′ 26″ N, 2° 07′ 31″ E / 41.8406597158409°N,2.12517147022619°E                                                                                                   |                                                      |                            | Modifica les dades a Wikidata |
|        | el Pou de la Moretona      | Moià     | masia          | 19th century                                                                   | 41° 48′ 31″ N, 2° 02′ 50″ E / 41.8086°N,2.0472°E ca:A 4 Km a l'oest de la vila 660.4 msnm                                                                             |                                                      | El Pou de la Moretona      | Modifica les dades a Wikidata |
|        | el Prat                    | Moià     | masia          |                                                                                | 41° 48′ 08″ N, 2° 06′ 54″ E / 41.80222°N,2.11510833°E 687 msnm | bé cultural d'interès local                          | El Prat (Moià)             | Modifica les dades a Wikidata |
|        | el Riu                     | Moià     | masia          | 1175                                                                           | 41° 49′ 55″ N, 2° 06′ 48″ E / 41.83184722°N,2.11322778°E ca:A 3 km al nord-est de Moià 809 msnm                                                                       | bé cultural d'interès local                          | El Riu (Moià)              | Modifica les dades a Wikidata |
|        | el Rourell                 | Moià     | masia          |                                                                                | 41° 50′ 07″ N, 2° 03′ 34″ E / 41.8352°N,2.05953°E 667 msnm |                                                      | El Rourell (Moià)          | Modifica les dades a Wikidata |
|        | el Saiol Comtal            | Moià     | masia monument | Estil: arquitectura popular                                                    | 41° 48′ 25″ N, 2° 05′ 47″ E / 41.8069°N,2.09628°E | bé d'interès cultural bé cultural d'interès nacional | El Saiol (Moià)            | Modifica les dades a Wikidata |
|        | el Soler de Terrades       | Moià     | masia          | Estil: arquitectura popular                                                    | 41° 51′ 12″ N, 2° 05′ 40″ E / 41.8532°N,2.09439°E | bé integrant del patrimoni cultural català           | El Soler de Terrades       | Modifica les dades a Wikidata |
|        | el Solà de la Vila         | Moià     | masia          | 16th century                                                                   | 41° 49′ 28″ N, 2° 04′ 10″ E / 41.82451667°N,2.06941722°E ca:A l'oest i a 4 Km de la Vila. Ctra. 141-C a Manresa. 652.8 msnm                                           |                                                      | El Solà de la Vila         | Modifica les dades a Wikidata |
|        | el Toll                    | Moià     | masia          |                                                                                | 41° 48′ 10″ N, 2° 09′ 00″ E / 41.8029°N,2.14998°E Santa Coloma Sasserra 788.2 msnm                                                                                    |                                                      | El Toll (Moià)             | Modifica les dades a Wikidata |
|        | els Clapers                | Moià     | masia          |                                                                                | 41° 47′ 52″ N, 2° 07′ 14″ E / 41.79785278°N,2.12061111°E 708 msnm |                                                      | Els Clapers (Moià)         | Modifica les dades a Wikidata |
|        | els Plans del Toll         | Moià     | masia          |                                                                                | 41° 47′ 53″ N, 2° 09′ 28″ E / 41.7981°N,2.1577°E Santa Coloma Sasserra 835.9 msnm                                                                                     |                                                      | Els Plans del Toll         | Modifica les dades a Wikidata |
|        | l'Autonell                 | Moià     | masia          | Estat: ruïnós                                                                  | 41° 48′ 54″ N, 2° 02′ 37″ E / 41.81509167°N,2.04368333°E 485 msnm |                                                      | L'Autonell                 | Modifica les dades a Wikidata |
|        | l'Ocella                   | Moià     | masia          |                                                                                | 41° 48′ 25″ N, 2° 06′ 37″ E / 41.8069°N,2.11015278°E ca:A 1 Km del nucli urbà, al sud de la vila. Al Pla del Masot. 679.3 msnm                                        |                                                      | L'Ocella                   | Modifica les dades a Wikidata |
|        | la Cabanya                 | Moià     | masia          | 18th century                                                                   | 41° 50′ 29″ N, 2° 06′ 57″ E / 41.8414°N,2.11583°E ca:A 8 Km al nord de Moià. 916 msnm                                                                                 |                                                      | La Cabanya (Moià)          | Modifica les dades a Wikidata |
|        | la Casa Nova de l'Heura    | Moià     | masia          | 1908                                                                           | 41° 50′ 56″ N, 2° 06′ 46″ E / 41.84894444°N,2.11273056°E 910 msnm |                                                      | La Casa Nova de l'Heura    | Modifica les dades a Wikidata |
|        | la Casa Nova de la Coma    | Moià     | masia          |                                                                                | 41° 47′ 00″ N, 2° 06′ 42″ E / 41.78331389°N,2.11166111°E 636.7 msnm                                                                                                   |                                                      | La Casa Nova de la Coma    | Modifica les dades a Wikidata |
|        | la Casa Nova del Prat      | Moià     | masia          |                                                                                | 41° 47′ 16″ N, 2° 07′ 03″ E / 41.78790278°N,2.11747139°E 673.3 msnm                                                                                                   |                                                      | La Casa Nova del Prat      | Modifica les dades a Wikidata |
|        | la Caseta Alta             | Moià     | masia          | 17th century                                                                   | 41° 50′ 42″ N, 2° 08′ 07″ E / 41.84507778°N,2.13540139°E ca:Al nord de Moià, a 9 km de la vila. 953 msnm                                                              |                                                      | La Caseta Alta (Moià)      | Modifica les dades a Wikidata |
|        | la Caseta d'en Cases       | Moià     | masia          |                                                                                | 41° 50′ 35″ N, 2° 08′ 19″ E / 41.84295278°N,2.13860278°E 936.9 msnm                                                                                                   |                                                      | La Caseta d'en Cases       | Modifica les dades a Wikidata |
|        | la Caseta d'en Fermí       | Moià     | masia          | 1733                                                                           | 41° 49′ 07″ N, 2° 04′ 50″ E / 41.81863667°N,2.08059722°E ca:A 2 km a l'oest de Moià. 743.2 msnm                                                                       |                                                      | La Caseta d'en Fermí       | Modifica les dades a Wikidata |
|        | la Coma de Sant Jaume      | Moià     | masia          | Estil: arquitectura popular 1620                                               | 41° 47′ 08″ N, 2° 06′ 12″ E / 41.7856°N,2.1032°E ca:A 2 Km al sud de Moià. Ctra. C-59 Km 673.6 msnm                                                                   | bé integrant del patrimoni cultural català           | La Coma de Sant Jaume      | Modifica les dades a Wikidata |
|        | la Crespiera               | Moià     | masia          | 14th century Estat: ruïnós                                                     | 41° 50′ 17″ N, 2° 07′ 39″ E / 41.837952°N,2.12744°E ca:Al sud de Puig Rodó 858 msnm                                                                                   |                                                      | La Crespiera               | Modifica les dades a Wikidata |
|        | la Franquesa               | Moià     | masia          | 1661                                                                           | 41° 47′ 29″ N, 2° 06′ 04″ E / 41.7915°N,2.10111°E ca:A 3 Km al sud de Moià. C-59 trencant a mà dreta. Camí sense asfaltar. 694.6 msnm                                 |                                                      | La Franquesa (Moià)        | Modifica les dades a Wikidata |
|        | la Granoia                 | Moià     | masia          | Estil: arquitectura popular                                                    | 41° 49′ 15″ N, 2° 07′ 16″ E / 41.820854°N,2.121074°E ca:Camí que surt de la crtra. N-141c, km 29,5 776.7 msnm                                                         | bé cultural d'interès local                          | Mas la Granoia (Moià)      | Modifica les dades a Wikidata |
|        | la Guantera                | Moià     | masia          | Estil: arquitectura popular                                                    | 41° 50′ 59″ N, 2° 08′ 26″ E / 41.849753°N,2.140627°E ca:A 9 km al nord-est de la vila. Camí de Ferrerons.                                                             | bé integrant del patrimoni cultural català           | La Guantera                | Modifica les dades a Wikidata |
|        | la Gònima                  | Moià     | masia          | Estil: arquitectura popular                                                    | 41° 47′ 27″ N, 2° 06′ 35″ E / 41.79076389°N,2.10985°E ca:Al sud de la vila - Km 35 Ctra. CB133                                                                        | bé integrant del patrimoni cultural català           | La Gònima                  | Modifica les dades a Wikidata |
|        | la Monjoia                 | Moià     | masia          | Estat: ruïnós                                                                  | 41° 51′ 19″ N, 2° 08′ 01″ E / 41.85527°N,2.133686°E 1000 msnm |                                                      | La Monjoia (Moià)          | Modifica les dades a Wikidata |
|        | la Moretona                | Moià     | masia          | Estil: arquitectura popular                                                    | 41° 48′ 35″ N, 2° 02′ 47″ E / 41.80960556°N,2.04635833°E ca:Camí que surt de la ctra. N-141c, km 22,7                                                                 | bé cultural d'interès local                          | La Moretona (Moià)         | Modifica les dades a Wikidata |
|        | la Pineda                  | Moià     | masia          | Estil: noucentisme 1922                                                        | 41° 48′ 44″ N, 2° 05′ 15″ E / 41.8123°N,2.08753°E ca:A l'oest de la vila. Ctra. N-141-c en direcció a Manresa.                                                        | bé integrant del patrimoni cultural català           | La Pineda (Moià)           | Modifica les dades a Wikidata |
|        | la Rovira                  | Moià     | masia          | 14th century                                                                   | 41° 50′ 51″ N, 2° 04′ 49″ E / 41.8475°N,2.0802°E ca:Camí que surt de la urb. Montví de Baix 744.4 msnm                                                                |                                                      | La Rovira (Moià)           | Modifica les dades a Wikidata |
|        | la Saleta                  | Moià     | masia          | Estat: ruïnós                                                                  | 41° 47′ 08″ N, 2° 05′ 04″ E / 41.7856°N,2.08433°E 619.5 msnm |                                                      | La Saleta (Moià)           | Modifica les dades a Wikidata |
|        | la Talaia                  | Moià     | masia          |                                                                                | 41° 48′ 33″ N, 2° 04′ 34″ E / 41.8093°N,2.07603°E ca:A 2 Km a l'oest de la vila. 734.2 msnm                                                                           |                                                      | La Talaia (Moià)           | Modifica les dades a Wikidata |
|        | la Torreta                 | Moià     | masia          | 19th century                                                                   | 41° 48′ 51″ N, 2° 06′ 28″ E / 41.8142°N,2.10768°E ca:Al nord-est i a menys de 2 Km de Moià. 679.1 msnm                                                                |                                                      | La Torreta (Moià)          | Modifica les dades a Wikidata |
|        | la Tuta                    | Moià     | masia          |                                                                                | 41° 47′ 43″ N, 2° 08′ 32″ E / 41.795325°N,2.14228889°E ca:A 7 km a l'oest de la vila. Trencant km. 32 N-141. Camí de carro abans d'arribar a Les Closanes. 752.5 msnm |                                                      | La Tuta (Moià)             | Modifica les dades a Wikidata |
|        | les Cases de Ferrerons     | Moià     | masia          | 18th century                                                                   | 41° 50′ 05″ N, 2° 08′ 20″ E / 41.8347°N,2.13881°E ca:Nord del Gruny de la Torre, al nord-est de Moià 926 msnm                                                         | bé cultural d'interès local                          | Les Cases de Ferrerons     | Modifica les dades a Wikidata |
|        | les Closanes               | Moià     | masia          |                                                                                | 41° 48′ 12″ N, 2° 08′ 43″ E / 41.80341667°N,2.14533333°E 790.1 msnm                                                                                                   |                                                      | Les Closanes               | Modifica les dades a Wikidata |
|        | les Comes de Santa Eugènia | Moià     | masia          | Estil: arquitectura popular                                                    | 41° 48′ 52″ N, 2° 09′ 16″ E / 41.8144°N,2.15456°E 833.5 msnm | bé integrant del patrimoni cultural català           | Les Comes de Santa Eugènia | Modifica les dades a Wikidata |
|        | les Humbertes              | Moià     | masia          | 18th century                                                                   | 41° 46′ 58″ N, 2° 07′ 38″ E / 41.7828°N,2.12727°E ca:A 6 Km al sud de la vila. Ctra. de Barcelona km 35, 5. 697 msnm                                                  |                                                      | Les Umbertes               | Modifica les dades a Wikidata |
|        | les Illes                  | Moià     | masia          |                                                                                | 41° 48′ 59″ N, 2° 06′ 09″ E / 41.81629444°N,2.10251361°E 713.4 msnm                                                                                                   |                                                      |                            | Modifica les dades a Wikidata |

## molí d'aigua
| imatge | Nom                    | Ubicat a | instància de | Detalls                                                 | coordenades | Protecció                                  | Commons (més fotos)   | Dades a WD                    |
| ------ | ---------------------- | -------- | ------------ | ------------------------------------------------------- | --- | ------------------------------------------ | --------------------- | ----------------------------- |
|        | Molí Nou de Passerell  | Moià     | molí d'aigua | 1760                                                    | 41° 49′ 13″ N, 2° 06′ 12″ E / 41.82036111°N,2.10323611°E ca:Camí que surt del carrer Passerell 693.4 msnm            |                                            | Molí Nou de Passerell | Modifica les dades a Wikidata |
|        | Molí Vell de Passerell | Moià     | molí d'aigua |                                                         | 41° 49′ 25″ N, 2° 06′ 09″ E / 41.82363333°N,2.10247139°E 730 msnm                                                    |                                            |                       | Modifica les dades a Wikidata |
|        | Molí Vell de Perers    | Moià     | molí d'aigua |                                                         | 41° 48′ 51″ N, 2° 08′ 15″ E / 41.81413889°N,2.137575°E ca:Riera del Gai, confluència amb el sot de la Tomba 744 msnm |                                            |                       | Modifica les dades a Wikidata |
|        | Molí Vell del Riu      | Moià     | molí d'aigua | Estat: ruïnós                                           | 41° 49′ 54″ N, 2° 06′ 32″ E / 41.83153611°N,2.10882778°E 745 msnm                                                    |                                            | Molí Vell del Riu     | Modifica les dades a Wikidata |
|        | Molí d'en Pujol        | Moià     | molí d'aigua | Estil: arquitectura eclèctica arquitectura popular 1536 | 41° 48′ 40″ N, 2° 06′ 29″ E / 41.81115556°N,2.10811667°E ca:Camí que surt de la crtra. N-141c, km 28 670 msnm        | bé integrant del patrimoni cultural català | Molí d'en Pujol       | Modifica les dades a Wikidata |
|        | Molí del Masot         | Moià     | molí d'aigua |                                                         | 41° 48′ 14″ N, 2° 07′ 33″ E / 41.80396111°N,2.12585278°E                                                             |                                            |                       | Modifica les dades a Wikidata |
|        | Molí del Masot         | Moià     | molí d'aigua |                                                         | 41° 48′ 14″ N, 2° 07′ 34″ E / 41.8039363283042°N,2.12602031938242°E ca:Torrent del Gai, al sud del Masot             |                                            |                       | Modifica les dades a Wikidata |
|        | Molí del Perer         | Moià     | molí d'aigua |                                                         | 41° 50′ 35″ N, 2° 03′ 31″ E / 41.84308889°N,2.058675°E 536 msnm                                                      |                                            | Molí del Perer        | Modifica les dades a Wikidata |

## muntanya
| imatge | Nom                  | Ubicat a                             | instància de | Detalls | coordenades | Protecció | Commons (més fotos) | Dades a WD                    |
| ------ | -------------------- | ------------------------------------ | ------------ | ------- | --- | --------- | ------------------- | ----------------------------- |
|        | Muntanya de Pol      | Collsuspina Moià                     | muntanya     |         | 41° 49′ 36″ N, 2° 09′ 20″ E / 41.8268°N,2.15559°E 1031.9 msnm                                                  |           |                     | Modifica les dades a Wikidata |
|        | Puig Rodó            | Moià                                 | muntanya     |         | 41° 50′ 58″ N, 2° 07′ 28″ E / 41.8495°N,2.12431°E ca:A l'est de la vila a la N-141-c direcció Vic. 1055.9 msnm |           |                     | Modifica les dades a Wikidata |
|        | Serrat de Baiones    | Castellcir Moià Monistrol de Calders | muntanya     |         | 41° 47′ 04″ N, 2° 02′ 29″ E / 41.784333°N,2.041324°E 697 msnm                                                  |           | Serrat de Baiones   | Modifica les dades a Wikidata |
|        | Serrat de Ferrerons  | Moià                                 | muntanya     |         | 41° 49′ 32″ N, 2° 07′ 31″ E / 41.8255°N,2.12537°E 933.9 msnm                                                   |           |                     | Modifica les dades a Wikidata |
|        | Serrat del Llamp     | Moià                                 | muntanya     |         | 41° 51′ 01″ N, 2° 06′ 17″ E / 41.85021306°N,2.10472778°E 967 msnm                                              |           |                     | Modifica les dades a Wikidata |
|        | Serrat del Vent      | Moià                                 | muntanya     |         | 41° 46′ 40″ N, 2° 05′ 36″ E / 41.7778°N,2.09334°E 661.8 msnm                                                   |           |                     | Modifica les dades a Wikidata |
|        | la Caseta d'en Fermí | Moià                                 | muntanya     |         | 41° 49′ 08″ N, 2° 05′ 17″ E / 41.8188475°N,2.0881°E 850.3 msnm                                                 |           |                     | Modifica les dades a Wikidata |

## nucli de població
| imatge | Nom            | Ubicat a | instància de                                           | Detalls | coordenades                                                                | Protecció | Commons (més fotos)           | Dades a WD                    |
| ------ | -------------- | -------- | ------------------------------------------------------ | ------- | -------------------------------------------------------------------------- | --------- | ----------------------------- | ----------------------------- |
|        | Montví de Baix | Moià     | nucli de població nucli d'entitat singular de població | 713 hab | 41° 49′ 42″ N, 2° 05′ 36″ E / 41.82838°N,2.09334°E 856 msnm                |           | Montví de Baix (urbanització) | Modifica les dades a Wikidata |
|        | la Monjoia     | Moià     | nucli de població nucli d'entitat singular de població | 13 hab  | 41° 51′ 23″ N, 2° 08′ 11″ E / 41.856448176092°N,2.1362739034008°E 942 msnm |           |                               | Modifica les dades a Wikidata |

## pedrera
| imatge | Nom                        | Ubicat a | instància de | Detalls | coordenades                                                         | Protecció | Commons (més fotos) | Dades a WD                    |
| ------ | -------------------------- | -------- | ------------ | ------- | ------------------------------------------------------------------- | --------- | ------------------- | ----------------------------- |
|        | Pedrera de la Feixa Llarga | Moià     | pedrera      |         | 41° 49′ 48″ N, 2° 04′ 55″ E / 41.8301173741914°N,2.08191357060285°E |           |                     | Modifica les dades a Wikidata |
|        | la Pedrera                 | Moià     | pedrera      |         | 41° 49′ 00″ N, 2° 08′ 55″ E / 41.8166974161132°N,2.14859054089849°E |           |                     | Modifica les dades a Wikidata |

## polígon industrial
| imatge | Nom                             | Ubicat a | instància de       | Detalls | coordenades                                                         | Protecció | Commons (més fotos) | Dades a WD                    |
| ------ | ------------------------------- | -------- | ------------------ | ------- | ------------------------------------------------------------------- | --------- | ------------------- | ----------------------------- |
|        | Polígon industrial El Prat      | Moià     | polígon industrial |         | 41° 48′ 19″ N, 2° 06′ 37″ E / 41.8051670923589°N,2.11035430657645°E |           |                     | Modifica les dades a Wikidata |
|        | Polígon industrial Pla Romaní   | Moià     | polígon industrial |         | 41° 48′ 44″ N, 2° 07′ 13″ E / 41.8122327993939°N,2.12027317914694°E |           |                     | Modifica les dades a Wikidata |
|        | Polígon industrial Sot d'Aluies | Moià     | polígon industrial |         | 41° 48′ 27″ N, 2° 05′ 16″ E / 41.8076191161893°N,2.08766418024938°E |           |                     | Modifica les dades a Wikidata |

## pont
| imatge | Nom                                       | Ubicat a | instància de | Detalls                                                        | coordenades                                                                          | Protecció                                  | Commons (més fotos) | Dades a WD                    |
| ------ | ----------------------------------------- | -------- | ------------ | -------------------------------------------------------------- | ------------------------------------------------------------------------------------ | ------------------------------------------ | ------------------- | ----------------------------- |
|        | Pont de la Torre                          | Moià     | pont         |                                                                | 41° 48′ 58″ N, 2° 08′ 19″ E / 41.8162171076309°N,2.1385314706237°E                   |                                            |                     | Modifica les dades a Wikidata |
|        | Pont de la riera de l'Om - de les Gitanes | Moià     | pont         | 1854 Estat: bon estat                                          | 41° 48′ 47″ N, 2° 04′ 50″ E / 41.81316°N,2.08043°E ca:A l'oest de la vila.           |                                            |                     | Modifica les dades a Wikidata |
|        | Pont de les Graus                         | Moià     | pont         | Estil: arquitectura popular 17th century 1803 Estat: bon estat | 41° 48′ 46″ N, 2° 06′ 34″ E / 41.81286°N,2.109578°E ca:Torrent de les Graus 672 msnm | bé integrant del patrimoni cultural català | Pont de les Graus   | Modifica les dades a Wikidata |
|        | Pont del Molí d'en Pujol                  | Moià     | pont         |                                                                | 41° 48′ 36″ N, 2° 06′ 32″ E / 41.81010152572°N,2.10902195372148°E                    |                                            |                     | Modifica les dades a Wikidata |

## pou de neu
| imatge | Nom                        | Ubicat a | instància de | Detalls                          | coordenades | Protecció                                  | Commons (més fotos)               | Dades a WD                    |
| ------ | -------------------------- | -------- | ------------ | -------------------------------- | --- | ------------------------------------------ | --------------------------------- | ----------------------------- |
|        | Poua Nova de la Franquesa  | Moià     | pou de neu   | Estil: arquitectura popular 1632 | 41° 47′ 42″ N, 2° 06′ 03″ E / 41.795°N,2.10082°E ca:Al sud de la vila. Ctra. C-59. A prop de la Franquesa, a uns metres de la Poua Vella. | bé integrant del patrimoni cultural català | Poua Nova de la Franquesa (Moià)  | Modifica les dades a Wikidata |
|        | Poua Vella de la Franquesa | Moià     | pou de neu   | Estil: arquitectura popular 1625 | 41° 47′ 41″ N, 2° 06′ 02″ E / 41.79483°N,2.10054°E ca:A sota de la Masia de la Franquesa.                                                 | bé integrant del patrimoni cultural català | Poua Vella de la Franquesa (Moià) | Modifica les dades a Wikidata |

## ruïnes de castell
| imatge | Nom               | Ubicat a | instància de      | Detalls                      | coordenades | Protecció                                            | Commons (més fotos) | Dades a WD                    |
| ------ | ----------------- | -------- | ----------------- | ---------------------------- | --- | ---------------------------------------------------- | ------------------- | ----------------------------- |
|        | Castell de Clarà  | Moià     | ruïnes de castell | Estil: arquitectura romànica | 41° 49′ 13″ N, 2° 04′ 49″ E / 41.8203°N,2.08028°E ca:Camí que surt de la crtra. N-141c, km 25,5 (català) 800 msnm | bé d'interès cultural bé cultural d'interès nacional | Castell de Clarà    | Modifica les dades a Wikidata |
|        | castell de Rodors | Moià     | ruïnes de castell |                              | 41° 50′ 23″ N, 2° 05′ 02″ E / 41.8397°N,2.08396°E 780 msnm                                                        | bé cultural d'interès nacional                       | Castell de Rodors   | Modifica les dades a Wikidata |

## serra
| imatge | Nom                   | Ubicat a         | instància de | Detalls | coordenades                                                          | Protecció | Commons (més fotos) | Dades a WD                    |
| ------ | --------------------- | ---------------- | ------------ | ------- | -------------------------------------------------------------------- | --------- | ------------------- | ----------------------------- |
|        | Costa del Pol         | Moià Collsuspina | serra        |         | 41° 49′ 38″ N, 2° 09′ 20″ E / 41.8271°N,2.15569°E 1061 msnm          |           |                     | Modifica les dades a Wikidata |
|        | El Grony de la Torre  | Moià             | serra        |         | 41° 49′ 38″ N, 2° 08′ 12″ E / 41.827125°N,2.13675°E 988.7 msnm       |           |                     | Modifica les dades a Wikidata |
|        | La Foguerola          | Moià             | serra        |         | 41° 50′ 29″ N, 2° 06′ 56″ E / 41.8413°N,2.11545°E 942.3 msnm         |           |                     | Modifica les dades a Wikidata |
|        | Serrat de la Llebre   | Moià             | serra        |         | 41° 48′ 02″ N, 2° 08′ 22″ E / 41.80058056°N,2.1394°E 786.8 msnm      |           |                     | Modifica les dades a Wikidata |
|        | serra de Riqueus      | Moià             | serra        |         | 41° 47′ 24″ N, 2° 05′ 40″ E / 41.79001111°N,2.09439722°E 744.3 msnm  |           |                     | Modifica les dades a Wikidata |
|        | serra de la Moretona  | Moià             | serra        |         | 41° 48′ 00″ N, 2° 02′ 31″ E / 41.8001°N,2.04201°E 713.7 msnm         |           |                     | Modifica les dades a Wikidata |
|        | serrat de Garfís      | Moià             | serra        |         | 41° 51′ 20″ N, 2° 07′ 54″ E / 41.85558333°N,2.13169722°E 1028.6 msnm |           |                     | Modifica les dades a Wikidata |
|        | serrat de Vilaclara   | Moià             | serra        |         | 41° 49′ 17″ N, 2° 03′ 25″ E / 41.8213°N,2.05689°E 611.8 msnm         |           |                     | Modifica les dades a Wikidata |
|        | serrat de l'Espelta   | Moià             | serra        |         | 41° 50′ 05″ N, 2° 07′ 59″ E / 41.83468139°N,2.13297222°E 972 msnm    |           |                     | Modifica les dades a Wikidata |
|        | serrat de la Busaroca | Moià             | serra        |         | 41° 51′ 15″ N, 2° 05′ 02″ E / 41.8542°N,2.08392°E 941.2 msnm         |           |                     | Modifica les dades a Wikidata |

## teuleria
| imatge | Nom                                   | Ubicat a | instància de | Detalls                     | coordenades | Protecció                                  | Commons (més fotos) | Dades a WD                    |
| ------ | ------------------------------------- | -------- | ------------ | --------------------------- | ----------- | ------------------------------------------ | ------------------- | ----------------------------- |
|        | Forn de calç del torrent de Bolederes | Moià     | teuleria     | Estil: arquitectura popular |             | bé integrant del patrimoni cultural català |                     | Modifica les dades a Wikidata |
|        | Forn de la Torre de Casanova          | Moià     | teuleria     | Estil: arquitectura popular |             | bé integrant del patrimoni cultural català |                     | Modifica les dades a Wikidata |

## vèrtex geodèsic
| imatge | Nom      | Ubicat a | instància de    | Detalls   | coordenades                                                        | Protecció | Commons (més fotos) | Dades a WD                    |
| ------ | -------- | -------- | --------------- | --------- | ------------------------------------------------------------------ | --------- | ------------------- | ----------------------------- |
|        | El Fermi | Moià     | vèrtex geodèsic | Alt: 1.2m | 41° 49′ 08″ N, 2° 05′ 17″ E / 41.818892°N,2.088188°E 851.022 msnm  |           |                     | Modifica les dades a Wikidata |
|        | Rodos    | Moià     | vèrtex geodèsic | Alt: 1.2m | 41° 50′ 58″ N, 2° 07′ 28″ E / 41.849537°N,2.124329°E 1055.468 msnm |           |                     | Modifica les dades a Wikidata |

## Misc
| imatge | Nom                           | Ubicat a | instància de                                   | Detalls                                                                           | coordenades | Protecció                                            | Commons (més fotos)                  | Dades a WD                    |
| ------ | ----------------------------- | -------- | ---------------------------------------------- | --------------------------------------------------------------------------------- | --- | ---------------------------------------------------- | ------------------------------------ | ----------------------------- |
|        | Aqüeducte de Passerell        | Moià     | aqüeducte pont                                 | 1750 Estat: bon estat                                                             | 41° 49′ 38″ N, 2° 06′ 11″ E / 41.8272°N,2.10316°E ca:Al nord-est de la vila, sota la masia del matei nom, una mica aigües amunt |                                                      |                                      | Modifica les dades a Wikidata |
|        | Balma de la Croixa            | Moià     | abric rocós                                    |                                                                                   | 41° 46′ 51″ N, 2° 05′ 31″ E / 41.7808306779124°N,2.09195485910764°E                                                             |                                                      |                                      | Modifica les dades a Wikidata |
|        | Bust de Cal Pou Petit         | Moià     | obra escultòrica                               |                                                                                   | 41° 48′ 47″ N, 2° 05′ 47″ E / 41.813189°N,2.09639°E ca:Casc Urbà. c. Sant Sebastià núm. 29 Moià                                 | bé integrant del patrimoni cultural català           | Bust de Cal Pou Petit                | Modifica les dades a Wikidata |
|        | Casa de la Vila de Moià       | Moià     | casa consistorial                              | Estil: arquitectura eclèctica                                                     | 41° 48′ 46″ N, 2° 05′ 49″ E / 41.812779°N,2.096913°E ca:Pl. de Sant Sebastià, 1                                                 | bé cultural d'interès local                          | Ajuntament de Moià                   | Modifica les dades a Wikidata |
|        | Castellnou de la Plana        | Moià     | masia fortificada                              | Estil: arquitectura gòtica arquitectura del Renaixement arquitectura popular 1381 | 41° 48′ 09″ N, 2° 06′ 13″ E / 41.8025°N,2.1036111111111°E ca:Camí que surt de la C-59, km, 37,5 651 msnm                        | bé d'interès cultural bé cultural d'interès nacional | Castellnou de la Plana               | Modifica les dades a Wikidata |
|        | Colònia Vilardell             | Moià     | conjunt d'edificis                             | Estil: arquitectura eclèctica noucentisme                                         | 41° 48′ 33″ N, 2° 05′ 57″ E / 41.8093°N,2.09916°E                                                                               | bé integrant del patrimoni cultural català           | Colònia Vilardell (Moià)             | Modifica les dades a Wikidata |
|        | Creu Codonella                | Moià     | fita                                           |                                                                                   | 41° 50′ 47″ N, 2° 05′ 05″ E / 41.8463349259355°N,2.08483768221675°E                                                             |                                                      |                                      | Modifica les dades a Wikidata |
|        | Mirador dels Escolapis        | Moià     | torre de defensa                               |                                                                                   | 41° 48′ 53″ N, 2° 05′ 33″ E / 41.814620573848°N,2.09260944194113°E                                                              |                                                      |                                      | Modifica les dades a Wikidata |
|        | Moià                          | Moià     | entitat singular de població capital municipal | 6715 hab                                                                          | 41° 48′ 41″ N, 2° 05′ 56″ E / 41.81146936°N,2.09879806°E 711 msnm                                                               |                                                      |                                      | Modifica les dades a Wikidata |
|        | Monument a Sant Sebastià      | Moià     | monument                                       | Arquitecte: Cèsar Martinell i Brunet Estil: noucentisme                           | 41° 48′ 47″ N, 2° 05′ 50″ E / 41.813139°N,2.097278°E ca:Plaça Sant Sebastià                                                     | bé integrant del patrimoni cultural català           | Monument a Sant Sebastià (Moià)      | Modifica les dades a Wikidata |
|        | Observatori de la Montjoia    | Moià     | observatori astronòmic                         |                                                                                   | 41° 51′ 33″ N, 2° 08′ 02″ E / 41.859061°N,2.1339°E                                                                              |                                                      |                                      | Modifica les dades a Wikidata |
|        | Parc municipal de Moià        | Moià     | jardí públic                                   |                                                                                   | 41° 48′ 40″ N, 2° 05′ 42″ E / 41.8112°N,2.0949°E                                                                                | bé integrant del patrimoni cultural català           | Parc municipal de Moià               | Modifica les dades a Wikidata |
|        | Pou de Casagemes              | Moià     | pou                                            |                                                                                   | 41° 48′ 46″ N, 2° 04′ 22″ E / 41.8127°N,2.07275°E 713 msnm                                                                      |                                                      |                                      | Modifica les dades a Wikidata |
|        | Relleu de ferrer a Cal Dalmau | Moià     | relleu                                         | Estil: escultura del Renaixement                                                  | 41° 48′ 46″ N, 2° 05′ 41″ E / 41.81278°N,2.094795°E                                                                             | bé integrant del patrimoni cultural català           | Relleu de ferrer a Cal Dalmau (Moià) | Modifica les dades a Wikidata |
|        | creu del Mirador              | Moià     | creu monumental                                |                                                                                   | 41° 48′ 54″ N, 2° 05′ 34″ E / 41.8149728471451°N,2.09273690651385°E                                                             |                                                      |                                      | Modifica les dades a Wikidata |
|        | era dels Parcers              | Moià     | cabana                                         |                                                                                   | 41° 49′ 11″ N, 2° 07′ 23″ E / 41.819784467056°N,2.12314386367213°E                                                              |                                                      |                                      | Modifica les dades a Wikidata |
|        | la Font Vella                 | Moià     | font                                           | Estil: arquitectura popular 17th century                                          | 41° 48′ 46″ N, 2° 05′ 49″ E / 41.812689°N,2.096963°E ca:C. Francesc Viñas 727 msnm                                              | bé integrant del patrimoni cultural català           | La Font Vella (Moià)                 | Modifica les dades a Wikidata |
|        | roure del Masot               | Moià     | arbre singular                                 | Taxon: roure martinenc (Quercus pubescens) Ample: 25m Alt: 22m Perímetre: 4.05m   | 41° 48′ 44″ N, 2° 07′ 25″ E / 41.81226°N,2.12355°E ca:El Massot 713 msnm                                                        | arbre monumental                                     | Roure del Massot                     | Modifica les dades a Wikidata |